# 苑何忌
苑何忌，春秋时期齐国大夫。
前522年，卫灵公平定国内政变，向齐国告知卫国安定，同时赞扬公孙青的有礼。齐景公将要饮酒，把酒遍赐大夫。苑何忌辞谢不喝，说：“今日因公孙青受赏，他日如果他有罪，必然一起受到责罚。《康诰》上说，父子兄弟，罪不相及，何况在群臣之间？臣岂敢贪受国君的赏赐来冒犯先王？” 前521年，宋国华氏之乱，十一月初四日，苑何忌会合晋国荀吴、曹国翰胡、卫国公子朝救援宋国。前516年，鲁国和齐国在炊鼻（今山东省宁阳县）作战，鲁国的林雍不愿意做颜鸣的车右，于是下车作战。苑何忌割了他的耳朵，颜鸣驾车离开了林雍。苑何忌的御者说：“朝下看。”回头看着苑何忌。苑何忌砍断了林雍的一只脚，林雍用单脚跳上别的战车逃回。颜鸣认为不能抛弃林雍，于是三次冲进齐军，大喊说：“林雍来坐车。” 